# Iron Fist (1.ª temporada)
A primeira temporada da série de televisão norte-americana Iron Fist, baseada no personagem homônimo da Marvel Comics, segue Danny Rand, um especialista em artes marciais com a habilidade de invocar o poder místico do Punho de Ferro, quando ele retorna a Nova York após ser dado como morto por 15 anos e deve escolher entre o legado de sua família e seus deveres como o Punho de Ferro. É situada no Universo Cinematográfico Marvel,  compartilhando continuidade com os filmes e outras séries de televisão da franquia. A temporada foi produzida pela Marvel Television em associação com a ABC Studios e a Devilina Productions, com o criador Scott Buck servindo como showrunner.
Finn Jones estrela como Rand, ao lado de Jessica Henwick, Tom Pelphrey, Jessica Stroup, Sacha Dhawan, Ramón Rodríguez, Rosario Dawson e David Wenham. O desenvolvimento da série começou no final de 2013 na Marvel Television, com Buck contratado como showrunner da série em dezembro de 2015 e Jones escalado como Rand em fevereiro de 2016. As filmagens começaram em Nova York em abril de 2016 e foram concluídas em outubro de 2016. O background de artes marciais do personagem também é explorado, e cada episódio é nomeado conforme técnicas de Shaolin Kung Fu. Como a última temporada da Marvel/Netflix a ser lançada antes da minissérie The Defenders, apresenta pontos de partida para esse evento e referências as temporadas das outras séries.
A temporada estreou em 15 de março de 2017, em Nova York, com a temporada completa de 13 episódios lançados na Netflix em 17 de março. Recebeu críticas negativas dos críticos, particularmente por seu ritmo e narrativa, e a atuação de Jones. As sequências de luta da temporada foram criticadas como um elemento importante que foi mal representado, coreografado e editado. Por outro lado, a performance de Henwick e o uso dos personagens estabelecidos Claire Temple e Jeri Hogarth receberam alguns elogios. A série teve uma alta audiência e foi renovada para uma segunda temporada em julho de 2017.

## Episódios
| N.º na série | N.º na temp. | Título                                                              | Dirigido por     | Escrito por                                        | Lançamento          |
| --- | ------------ | ------------------------------------------------------------------- | ---------------- | -------------------------------------------------- | ------------------- |
| 1 | 1            | "Snow Gives Way" "A Neve Abre Caminho"                              | John Dahl        | Scott Buck                                         | 17 de março de 2017 |
| Depois de presumir-se morto por 15 anos, quando sua família foi vítima de um acidente de avião no Himalaia, Danny Rand retorna à cidade de Nova York e vai à Rand Enterprises para se encontrar com Harold Meachum, o parceiro do agora morto pai de Danny, Wendell. Danny se afasta pela segurança, mas usa artes marciais para abrir caminho para os filhos de Harold, Ward e Joy. Os Meachums revelam que Harold está morto há anos e não acredita que Danny seja quem ele diz ser. Danny também é recusado por Colleen Wing, para quem ele deseja trabalhar no seu dojo recém-inaugurado. Os Meachum acreditam que a aparência de "Danny" é uma manobra de seus rivais para criar uma luta de liderança antes de sua expansão planejada para a China, e Ward contrata mercenários para atacar Danny. Wing testemunha que ele os domina. Ward se encontra com Harold, que fingiu sua morte e considera a possibilidade de Danny sobreviver ao acidente de avião. Danny tenta contar a Joy sobre as ações de Ward, mas ela o droga e o institucionaliza. |              |                                                                     |                  |                                                    |                     |
| 2 | 2            | "Shadow Hawk Takes Flight" "Das Sombras, Falcão Alça Voo"           | John Dahl        | Scott Buck                                         | 17 de março de 2017 |
| Danny é designado para o psiquiatra Paul Edmonds, a quem Danny reitera sua verdadeira identidade. Harold observa Danny através do sistema de vigilância do hospital e envia Ward para oferecer dinheiro a Wing em troca de seu testemunho contra Danny; ela se recusa depois de conversar com Danny no hospital. Harold secretamente visita Danny e descobre que Danny se tornou o Punho de Ferro e inimigo jurado da Mão. Danny é capaz de convencer Joy de sua identidade, mas Ward não está convencido. Danny explica a Edmonds que, após a queda do avião, ele foi salvo por dois monges e levado para K'un-Lun, outra dimensão que é conectada à Terra periodicamente. Foi lá que ele treinou em artes marciais e ganhou o poder do Punho de Ferro. Edmonds não está convencido e diagnostica Danny como sofrendo de transtorno de estresse pós-traumático. Harold pede a Ward que mova Danny para um lugar seguro, onde ele possa ser útil, mas Ward ordena que seus homens, disfarçados de pacientes no hospital, matem Danny. Este último usa o poder do Punho de Ferro para dominá-los e escapar.                                                                    |              |                                                                     |                  |                                                    |                     |
| 3 | 3            | "Rolling Thunder Cannon Punch" "Soco de Trovão, Estrondo de Canhão" | Tom Shankland    | Quinton Peeples                                    | 17 de março de 2017 |
| Em seu treinamento de artes marciais em K'un-Lun, o jovem Danny sobreviveu a um tratamento brutal nas mãos dos monges. Agora, a misteriosa Madame Gao castiga Harold por deixar sua cobertura secreta para visitar Danny. Wing é atacado pelo pessoal de segurança de Ward, a quem ela domina antes de dar abrigo a Danny. Ele também visita Joy novamente e ela lhe oferece dinheiro para mudar sua identidade e sair. Danny se recusa e se reúne com o advogado de sua família, Jeri Hogarth, que promete recuperar sua identidade em troca de um contrato permanente entre sua empresa e a Rand Enterprises. Depois de atacar um estudante mal-educado no dojo de Wing, Danny é forçado a ficar em outro lugar e é presenteado com o uso de um apartamento por Hogarth. O advogado usa evidências de impressões digitais para provar a identidade de Danny para Joy e Ward, e promete apresentá-las em tribunal se impedirem Danny de retomar a empresa de sua família. Deduzindo que Harold está vivo, Danny segue Ward e sobe na lateral da cobertura, mas é empurrado para fora dela. Harold força Ward a comprar um píer específico, o que ele faz com a ajuda de Joy. |              |                                                                     |                  |                                                    |                     |
| 4 | 4            | "Eight Diagram Dragon Palm" "Palma dos Oito Trigramas"              | Miguel Sapochnik | Scott Reynolds                                     | 17 de março de 2017 |
| Depois de ficar inconsciente, Danny acorda na cobertura. Harold explica que o câncer do qual ele "morreu" foi curado secretamente pela Mão, que exigiu sua lealdade em troca e permitiu que ele revelasse a verdade apenas para Ward. Harold pede que Danny destrua a Mão para libertá-lo, e ordena que Ward aceite o retorno de Danny à empresa onde seu retorno é anunciado em uma entrevista coletiva. Em uma reunião do conselho, Danny usa sua posição como acionista majoritário para reforçar sua decisão de vender barato um medicamento recém-desenvolvido, a fim de salvar mais vidas. Em seu apartamento, Joy é atacada e ferida por agentes da Triad, a quem Danny domina. Ele a leva ao dojo de Wing antes de confrontar o líder da tríade, Yang Hai-Qing, que guarda rancor contra Joy por pegar o píer. No entanto, ele se afasta quando Danny revela o envolvimento da Mão. Como recompensa por proteger o píer, a Mão permite que Harold observe remotamente Joy. Ele vê que ela foi ferida e mata o membro da Tríade responsável. |              |                                                                     |                  |                                                    |                     |
| 5 | 5            | "Under Leaf Pluck Lotus" "Sob As Folhas, Colher Lótus"              | Uta Briesewitz   | Cristine Chambers                                  | 17 de março de 2017 |
| Uma nova heroína sintética aparece em Nova York, que Danny conecta à Mão. Depois que uma fábrica de produtos químicos pertencente à Rand Enterprises está ligada ao câncer, Danny pede desculpas pessoalmente a um cidadão prejudicado e é registrado por um advogado que a distribui para a mídia. Em uma reunião do conselho da qual Danny está ausente, Ward convence os acionistas a se oporem às acusações, em vez de aceitarem a responsabilidade. No entanto, a ansiedade de sempre ser vigiado por Harold faz com que Ward tente a nova heroína. Danny convence Wing a ajudá-lo a se infiltrar no píer, onde encontram recipientes aparentemente carregados com suprimentos normais. Dentro de um, ele descobre Radovan, o químico que foi forçado a criar a heroína enquanto a Mão mantinha sua filha como refém. Danny luta contra um guarda para libertar Radovan, mas o último é esfaqueado pelo guarda. No dojo de Wing, a estudante Claire Temple é capaz de fornecer ajuda como ex-enfermeira com experiência trabalhando ao lado de heróis poderosos. Wing promete ajudar Danny a derrotar a Mão, enquanto Gao mata o guarda por falhar.                      |              |                                                                     |                  |                                                    |                     |
| 6 | 6            | "Immortal Emerges from Cave" "Imortal Emerge da Caverna"            | RZA              | Dwain Worrell                                      | 17 de março de 2017 |
| Joy convence Ward a jogar fora as drogas que está usando. Danny e Ward começam a procurar pistas nos armazéns de Rand quanto à operação da Mão, e encontram a cabeça decepada da guarda de Radovan como uma mensagem desafiando Danny para um combate. Danny envia Ward para lidar com uma reunião de gerenciamento de crises sobre o vídeo de seu pedido de desculpas, enquanto Danny aceita o desafio: Danny lutará para libertar a filha de Radovan, Sabina, e deixará sua empresa com as maquinações da Mão, se ele perder. Danny enfrenta Andrei e Grigori Veznikov, a Noiva das Nove Aranhas, e Scythe, superando todos por sua vez com a ajuda espiritual de seu mentor de K'un-Lun, Lei Kung; no entanto, Danny se recusa a matar Scythe como Lei Kung ordena. Gao liberta Sabina, revela que ela esteve em K'un-Lun e conheceu Wendell, e facilmente domina Danny telecineticamente. A condição de Radovan se torna crítica, forçando Temple e Wing a levá-lo a um hospital onde ele é seqüestrado pela Mão. Ward se retira na reunião e é impedido de causar mais problemas por Joy.                                                                                |              |                                                                     |                  |                                                    |                     |
| 7 | 7            | "Felling Tree with Roots" "Derrubar Árvore e Suas Raízes"           | Farren Blackburn | Ian Stokes                                         | 17 de março de 2017 |
| Os agentes das duas mãos interrogam Harold, que os luta com a ajuda de Danny. Harold os mata e Ward manda os corpos para um rio. Danny começa a desenvolver um relacionamento romântico com Wing e começa a investigar seu pai. Gao chega à Rand Enterprises, aconselhando Danny a ficar fora do caminho. Danny a vê discutindo negócios com um funcionário da Rand e mais tarde convence o último a deixar a cidade e lhe dar sua senha. Danny e Wing convencem Yang a ajudá-los a combater a Mão, enquanto Joy convence Ward a fazer uma pausa na empresa. Em uma reunião do conselho, Danny anuncia sua decisão de fechar a fábrica de Staten Island, mantendo os trabalhadores na folha de pagamento; o conselho decide expulsar Danny, Ward e Joy. Os agentes de Danny, Wing e Yang atacam uma instalação da Mão e encontram um Radovan moribundo. Ele revela que Gao foi para Anzhou, na China, onde os Rands estavam indo quando o avião caiu. Harold descobre o plano de Ward para sair e pega seu dinheiro; Ward confronta seu pai e o mata, jogando seu corpo no rio.                                                                                               |              |                                                                     |                  |                                                    |                     |
| 8 | 8            | "The Blessing of Many Fractures" "A Benção de Muitas Fraturas"      | Kevin Tancharoen | Tamara Becher-Wilkinson                            | 17 de março de 2017 |
| Danny deduz que seu pai estava indo para Anzhou para encerrar as operações de Gao, mas o avião deles foi atingido por ela no caminho, com a Mão envenenando os pilotos. Danny, Wing e Temple viajam para Anzhou, onde obtêm informações de um mendigo próximo. Eles se infiltram nas instalações da Mão lá quando Gao chega. Danny se envolve com o bêbado Zhou Cheng, que vem treinando para combater o aluno de Lei Kung. Danny quase vence Cheng até a morte, até a intervenção de Temple e Wing. Gao e seus homens envolvem o trio, e Danny é capaz de usar o poder do Punho de Ferro para derrotá-los e capturar Gao. O conselho oferece a Ward e Joy um acordo de indenização para ajudar a convencê-los a sair, e a desesperada Ward tenta aceitá-lo. Joy recusa os dois e contrata um investigador particular para encontrar evidências que ela pode usar para chantagear os membros do conselho e permitir que eles permaneçam. Ao saber disso, Ward decide contar a Joy sobre Harold e a leva para a cobertura, mas muda de ideia devido à culpa de matar o pai. |              |                                                                     |                  |                                                    |                     |
| 9 | 9            | "The Mistress of All Agonies" "A Senhora de Todas As Agonias"       | Jet Wilkinson    | Pat Charles                                        | 17 de março de 2017 |
| Danny leva Gao ao dojo de Wing, onde Temple sugere que eles usem soro da verdade para forçá-la a falar. Danny rouba algumas das Rand Enterprises, e Gao começa a falar sobre os pais de Danny antes de revelar que ela está mentindo e pode resistir à influência do soro. Wing revela aos outros que ela foi envenenada em Anzhou e entra em contato com seu mentor, Bakuto. Os agentes de Gao atacam o dojo, mas são derrotados e Bakuto logo chega. Ele ensina Danny como usar o poder do Punho de Ferro para curar Wing, antes de levar Wing, Danny e Gao. Enquanto isso, Harold desperta da morte e, por várias horas, recupera funções mentais relativamente normais. Ele encontra Ward na cobertura e finge absolvição. Ward aprende com Yang que aqueles revividos pela Mão se tornam mais psicóticos após cada reavivamento e atacam primeiro os mais próximos. Harold mata seu assistente Kyle e coloca heroína no carro de Ward para enquadrá-lo. Ward é dado aos cuidados de Edmonds no hospital psiquiátrico, enquanto Joy se reúne com Harold na cobertura. |              |                                                                     |                  |                                                    |                     |
| 10 | 10           | "Black Tiger Steals Heart" "Tigre Negro Rouba Coração"              | Peter Hoar       | Quinton Peeples                                    | 17 de março de 2017 |
| Danny acorda em uma academia administrada por Bakuto, que o ensina a recarregar seu "chi". Danny fica desconfiado e se infiltra em uma área restrita, onde ele descobre de um Gao preso que Bakuto é o próprio líder da Mão. Danny confronta Wing, que insiste que sua facção da Mão é "boa" e em oposição à facção "ruim" de Gao. Bakuto visita Harold e oferece uma parceria. Danny descobre que a Mão de Bakuto está realizando vigilância em massa e tenta escapar da academia. Ele é auxiliado por seu amigo de infância Davos. Bakuto esfaqueia Danny com um objeto desconhecido antes que ele e Davos lutem para chegar aos portões da academia. Danny agora é incapaz de convocar o poder do Punho de Ferro para abrir o portão, mas Wing é capaz de abri-lo e oferece uma distração para permitir que a dupla escape. Davos diz a Danny que eles devem retornar a K'un-Lun. Atuando no material de chantagem de Joy, Harold mata um membro do conselho, mas encena como suicídio e nega seu envolvimento com Joy. Ela convence o conselho a restabelecer os Meachums e Danny.                                                                                        |              |                                                                     |                  |                                                    |                     |
| 11 | 11           | "Lead Horse Back to Stable" "Devolver o Cavalo ao Estábulo"         | Deborah Chow     | Ian Stokes                                         | 17 de março de 2017 |
| Danny se recusa a retornar a K'un-Lun até que a Mão seja destruída, e Davos questiona seus motivos. Ele e Davos visitam Temple, onde ela é capaz de remover os estilhaços da arma de Bakuto do ferimento de Danny, mas não possui os antibióticos necessários para controlar a infecção. Wing chega e tenta argumentar com Danny. Ela tenta provar seus sentimentos por ele usando sua conexão com um membro da Mão em um hospital para obter antibióticos para o ferimento. Danny vai para a cobertura, onde Joy descobriu que Bakuto está transferindo o dinheiro da Rand Enterprises para suas próprias contas. Harold decide matar Bakuto e formula um plano para expulsar ele e seus agentes do complexo, fazendo Joy congelar suas contas. Danny concorda em ajudar Harold a matar Bakuto, mas Joy é contra isso. A Mão captura Wing e a leva para o complexo, onde Danny e Davos esperam Bakuto emergir. Joy congela as contas. Wing se liberta, escapa e Danny corre para ela, em vez de esperar por Bakuto, revelando seus sentimentos por Davos. |              |                                                                     |                  |                                                    |                     |
| 12 | 12           | "Bar the Big Boss" "A Cabeça da Serpente"                           | Andy Goddard     | Scott Reynolds                                     | 17 de março de 2017 |
| Ward escapa do hospital e vai para a cobertura, onde ele tenta afastar Joy de Harold. Bakuto e seus agentes chegam, com o ex-atirador de Joy e dando a Danny meia hora para chegar à cobertura para salvar os Meachums. Contra as objeções de Davos, Danny decide ir e chega antes que Bakuto possa decapitar Harold (o que o mataria para sempre). Danny usa o poder do Punho de Ferro para combater os agentes da Mão, enquanto Davos e Wing chegam para ajudar. Wing confronta Bakuto, dominando-o, mas se recusando a matá-lo. Danny também se recusa, mas Davos o faz. Um Danny enfurecido ataca Davos e o derrota, mas o poupa. Davos revela seu ciúme de que Danny foi escolhido para ser o Punho de Ferro, e sua raiva por Danny abandonar o dever sagrado do Punho de Ferro de proteger K'un-Lun. Davos sai. Danny e Wing encontram o corpo de Bakuto desaparecido. Harold e Ward levam Joy para um hospital. No dia seguinte, Ward avisa Danny que ele foi criado por Harold, assim que os agentes da DEA chegam ao dojo. Danny e Wing lutam contra eles e fogem.                                                                                                   |              |                                                                     |                  |                                                    |                     |
| 13 | 13           | "Dragon Plays with Fire" "Dragão Brinca com Fogo"                   | Stephen Surjik   | Scott Buck & Tamara Becher-Wilkinson & Pat Charles | 17 de março de 2017 |
| Harold assume o controle da Rand Enterprises. Rand e Wing vão para a academia, agora abandonada pela Mão, onde Gao revela que Harold planejou o acidente de avião que matou os pais de Danny. Ward conta a Joy sobre as ações de Harold, e ela o confronta. Harold nega enquadrar Danny, e Joy decide sair. Aliar aliados com Danny, Wing e Temple para ajudar a derrotar Harold. Ele vai para a Rand Enterprises, onde é ferido por Harold, mas é capaz de encontrar evidências da inocência de Danny. Temple cria uma distração para que Danny e Wing possam se infiltrar no prédio, e o par é capaz de combater os agentes de Harold. Danny segue Harold até o telhado, onde eles lutam. Ward chega e atira em Harold, que cai do prédio até a morte. Ward criou o corpo para garantir que ele não retorne. Joy se encontra com Davos, que diz a ela que Danny deve ser morto. Isso é ouvido por Gao. Danny convence Wing a acompanhá-lo até K'un-Lun, mas eles chegam ao portão para encontrá-lo isolado da Terra e cercado por agentes da Mão mortos. |              |                                                                     |                  |                                                    |                     |

## Elenco e personagens
| - Finn Jones como Danny Rand / Punho de Ferro - Jessica Henwick como Colleen Wing - Tom Pelphrey como Ward Meachum - Jessica Stroup como Joy Meachum - Ramón Rodríguez como Bakuto - Sacha Dhawan como Davos - Rosario Dawson como Claire Temple - David Wenham como Harold Meachum | - David Furr como Wendell Rand - Barrett Doss como Megan - Alex Wyse como Kyle - Marquis Rodriguez como Darryl - Wai Ching Ho como Gao - Ramon Fernandez como Kevin Singleton - Clifton Davis como Lawrence Wilkins - John Sanders como Donald Hooper - Elise Santora como Maria Rodriguez | - Carrie-Anne Moss como Jeri Hogarth - Tijuana Ricks como Thembi Wallace - Suzanne H. Smart como Shirley Benson |

## Produção

### Desenvolvimento
Em novembro de 2013, a Marvel e a Disney anunciaram que a Marvel Television e a ABC Studios iriam fornecer a Netflix com séries em live-action centradas em Punho de Ferro, Demolidor, Jessica Jones e Luke Cage, levando a uma minissérie baseada nos Defensores. Este formato foi escolhido devido ao sucesso de The Avengers, para o qual os personagens de Homem de Ferro, Hulk, Thor e Capitão América foram todos introduzidos separadamente antes de serem unidos no filme. Em abril de 2015, o título oficial foi revelado como Marvel's Iron Fist, e em dezembro a Marvel anunciou que Scott Buck atuaria como showrunner. John Dahl, Cindy Holland, Allie Goss, Alison Engel, Kris Henigman, Alan Fine, Stan Lee, Joe Quesada, Dan Buckley, Jim Chory, Jeph Loeb e Buck atuam como produtores executivos na série.

### Escrita
Cada episódio da temporada é nomeado conforme técnicas de Shaolin Kung Fu. Quesada afirmou em julho de 2016 que "há muita coisa acontecendo" na temporada." Buck comparou Iron Fist a um mistério, dizendo: "É muito sobre como você prova quem você é quando não há como fazer isso, e essa não é apenas a história, é também o tema dela". A temporada começa com Danny Rand retornando a Nova York depois de ter desaparecido, supostamente morto, por 15 anos. Buck disse que grande parte da temporada foi "uma jornada para se encontrar ... em termos do que ele quer ser até onde como 'Quem é Danny Rand? O que é o Punho de Ferro?' e então, 'Como essas coisas acontecem?'." Loeb descreveu a estrutura da temporada como construção "através de uma série de lutas metafóricas, que é muito importante em um filme de artes marciais, para mostrar como o personagem precisa crescer de uma pessoa inocente e de olhos arregalados para alguém que tem que lidar com 'esse é o como o mundo exterior funciona—como vou fazer isso funcionar para mim?'".
Continuando com a ideia das séries anteriores da Marvel/Netflix de que a cidade de Nova York é um "quinto Defensor", Loeb disse que a temporada examinaria o mundo financeiro de Nova York, examinando "o 1% do 1% e como isso afeta nosso mundo no dia a dia ... corporação de alto nível, Big Pharma, coisas assim." O ator Finn Jones acrescentou que a temporada examinou "corrupção corporativa e responsabilidade corporativa no mundo moderno, e ... quanto as corporações têm impacto na sociedade? E o que realmente vemos no programa é a epidemia de heroína da cidade, e como as corporações podem realmente financiar a epidemia de heroína e o que isso significa para a sociedade." Em termos de Rand vestindo um traje baseado nos quadrinhos na temporada, Buck declarou: "Não havia uma boa razão para imaginar Danny Rand em um uniforme. Porque Danny Rand ainda está descobrindo quem ele é como herói e e onde ele vai estar, então ele ainda não está pronto para colocar uma máscara ou um traje. Ao mesmo tempo, ele é alguém que é bastante conhecido como um bilionário, então ele não pode necessariamente sair em público e fazer o coisas que ele faz sem ser reconhecido. Isso se torna um problema para o personagem."

### Escolha do elenco
O elenco principal da temporada inclui Jones como Danny Rand / Punho de Ferro, Jessica Henwick como Colleen Wing, Tom Pelphrey como Ward Meachum, Jessica Stroup como Joy Meachum Ramón Rodríguez como Bakuto, Sacha Dhawan como Davos, Rosario Dawson como Claire Temple e David Wenham como Harold Meachum. Dawson reprisa seu papel de séries anteriores da Marvel/Netflix.
Recorrentes ao longo da temporada são David Furr como Wendell Rand, pai de Danny; Barrett Doss como Megan, uma secretária da Rand Enterprises; Alex Wyse como Kyle, assistente pessoal de Harold Meachum; e Ramon Fernandez como Kevin Singleton, guarda-costas de Harold Meachum. Wai Ching Ho retorna quando Gao, reprisando seu papel de Daredevil, e Marquis Rodriguez aparece como Darryl, reprisando seu papel de Luke Cage. Clifton Davis, John Sanders e Elise Santora interpretam Lawrence Wilkins, Donald Hooper e Maria Rodriguez, respectivamente, membros do conselho da Rand Enterprise. Também retornando de séries anteriores da Marvel/Netflix estão Carrie-Anne Moss como Jeri Hogarth, Tijuana Ricks como Thembi Wallace e Suzanne H. Smart como Shirley Benson.

### Figurino
Stephanie Maslansky é a figurinista de Iron Fist, depois de ter desempenhado o mesmo papel para as séries anteriores da Marvel/Netflix. Maslansky notou que uma das diferenças com a temporada em comparação com as outra séries da Marvel/Netflix, foram os bairros onde a história se passou ("os bairros mais ricos; Midtown Manhattan, Upper East Side, esse tipo de coisa") comparado a Hell's Kitchen para Daredevil e Jessica Jones e o Harlem para Luke Cage. Como tal, Rand usa mais ternos que os outros heróis, e dada a quantidade de combates que ele faz na temporada, muito elastano foi adicionado para aumentar a flexibilidade dos ternos. O visual de Rand evolui ao longo da temporada, com Maslansky observando: "Quando nos encontramos pela primeira vez com ele, ele claramente viajou muito. Eu queria que as pessoas olhassem para Danny e não soubessem exatamente o que ele era. Um mochileiro, ou um homem sem lar. Seu visual precisava refletir uma variedade de cultura." Uma vez que Rand entra no mundo corporativo, ele se instala no estilo "Urban Cali", que é "um pouco mais solto, um pouco mais descontraído. Mas ainda é um terno. Sua gravata nunca é bem amarrada e ele sempre usa tênis." Este estilo descontraído para Rand também forneceu "um forte contraste" para Ward Meachum, que é uma "pessoa muito mais corporativa." Os trajes de monge e o traje de guerreiro de Rand foram baseados em "verdadeiros trajes de monge guerreiro Shaolin ... aquela silhueta distinta da roupa do monge guerreiro Shaolin, e nós a combinamos com as cores tradicionais do Punho de Ferro, verde e dourado." Em relação a Gao, Maslansky declarou "Sua aparência particular é influenciada pela China antiga", particularmente ao Exército de terracota e progride ainda mais o visual de "vilania" das séries da Marvel/Netflix de "se cercar de [dinheiro], com coisas bonitas."

### Filmagens
A Marvel anunciou em fevereiro de 2014 que a série seria filmada em Nova York. As filmagens começaram em abril de 2016,  com o título de produção Kick. Manuel Billeter atuou como diretor de fotografia depois de fazer o mesmo nas primeiras temporadas de Jessica Jones e Luke Cage.
Os locais de filmagem incluíram o Mariners Harbor e o Sailors' Snug Harbor no Staten Island, que serviu como complexo de Bakuto; 28 Liberty Street para o exterior da Rand Enterprises, enquanto alguns interiores foram filmados no MetLife Building; 19 Gramercy Park South para a casa de Joy Meachum; City Hall Park; Chinatown, incluindo a Mott Street; o vestíbulo do General Electric Building para a cobertura de Harold Meachum; a Ponte de Manhattan; Green-Wood Cemetery; Bank of America Tower; Bryant Park; a Suíte Presidencial no InterContinental New York Barclay Hotel, servindo como apartamento temporário de Rand; o restaurante STK Midtown; Brooklyn Navy Yard; Pelham Bay Park; a Ponte Bayonne, que foi usada para representar Anzhou, China; e Sutton Place Park. As filmagens foram encerradas em 8 de outubro de 2016.
Iron Fist foi filmada em alta faixa dinâmica (HDR), que Billeter afirmou ter adicionado "uma curva de aprendizagem" ao seu trabalho, forçando-o a repensar como ele iria filmar certas cenas, como luzes de carros ou luzes de rua, que se tornam muito mais brilhantes em HDR do que antes. Para compensar, as luzes seriam pintadas no set para ajudar a "reduzir os realces". A fornecedora de pós-produção Deluxe trabalhou na temporada para ajustar as cores que a equipe de filmagem não teve a chance de ajustar no set.

#### Treinamento de luta e coreografia
Brett Chan foi o coordenador de dublês, coreógrafo de lutas e diretor de segunda unidade da temporada, tendo "total envolvimento em todos os episódios". Buck queria que os combates na série fossem principalmente Wing Chun, mas com os estilos de animais de kung fu também, e Chan trabalhou ao lado de Buck e outros executivos da Marvel durante o desenvolvimento das lutas. Como diretor de segunda unidade, a quantidade de informações criativas que Chan tinha dependia do diretor episódico com quem ele estava trabalhando. Chan foi influenciado pelas obras de Shaw Brothers, Jackie Chan, Stephen Chow, Bruce Lee e Yuen Woo Ping, mas evitou ser "flutuante ou parecido com um fio" por um pedido da Marvel; o trabalho com fios e CGI foram usados minimamente nas lutas.
Chan trabalhou de perto com Jones durante a preparação inicial da temporada, mas durante as filmagens passou a maior parte do tempo coreografando sequências ou trabalhando no set. Chan notou que Jones tinha uma agenda muito ocupada, e foi difícil encontrar tempo para treiná-lo em artes marciais, o que Chan sente que é "um estilo de vida" e "não é algo que você pode simplesmente pegar, ou treinar de vez em quando. É algo em que você precisa estar realmente envolvido." Ele observou que Henwick treinou por seis horas todos os dias, independentemente de ela estar programada para treinar naquele dia ou se ela estivesse filmando.  Jones explicou que ele tinha três semanas antes das filmagens começarem para treinar para a temporada, durante as quais ele passaria duas horas e meia por dia treinando em artes marciais antes de fazer musculação à tarde. Uma vez que as filmagens começaram, Jones teve um dia e meio durante os fins de semana em que ele poderia continuar seu treinamento, e de outra forma ele teria que aprender coreografia de luta 15 minutos antes de filmar uma sequência de ação. Ele descreveu esse processo como "um batismo de fogo e eu acabei de aprender no trabalho."

### Música
Os produtores executivos queriam que a trilha sonora se sentisse moderna, e o compositor Trevor Morris concordou em não usar uma orquestra. Ele tentou alguns instrumentos para representar a influência asiática na série, mas estes foram considerados "muito tradicionais" pelos produtores. Apenas algumas flautas japonesas "fortemente afetadas" foram usadas em última instância. Morris também procurou evitar o uso de temas para diferentes personagens de uma maneira tradicional. Ele escreveu um tema para Rand, que é ouvido na sequência do título da série, assim como um tema para o Tentáculo, mas em geral se focou na música ambiente. As músicas adicionais ouvida na temporada inclui "So Fresh, So Clean" de Outkast, "Krystal Karrington" de Camp Lo, "Heat of the Moment" de Killah Priest, "Black Mags" de The Cool Kids, "Hang N 'Bang" de Vince Staples, "Blockbuster Night, Pt. 1" de Run the Jewels, e música de A Tribe Called Quest.
Um álbum da trilha sonora com a partitura de Morris foi lançado pela Marvel Music digitalmente em 17 de março de 2017, coincidindo com o lançamento da temporada. Também está incluído o single do álbum "Come Down", de Anderson .Paak. Todas as músicas de Trevor Morris, exceto onde indicado:
| Lista de faixas |                                  |         |  |
| N.º             | Título                           | Duração |  |
| 1.              | "Come Down" (por Anderson .Paak) | 2:47    |  |
| 2.              | "Iron Fist Main Titles"          | 1:15    |  |
| 3.              | "Bad Tea"                        | 1:46    |  |
| 4.              | "We Got You, Danny"              | 1:03    |  |
| 5.              | "Meditation Time"                | 2:33    |  |
| 6.              | "Circus Bribe"                   | 1:01    |  |
| 7.              | "Circus Was in Town"             | 1:01    |  |
| 8.              | "M&M Delivery"                   | 1:24    |  |
| 9.              | "The Iron Fist"                  | 2:44    |  |
| 10.             | "Dojo Intruders"                 | 1:45    |  |
| 11.             | "Close"                          | 1:04    |  |
| 12.             | "New Digs"                       | 2:04    |  |
| 13.             | "Brass Nuckles"                  | 2:17    |  |
| 14.             | "Unexpected Guests"              | 2:29    |  |
| 15.             | "Gao DIY"                        | 1:54    |  |
| 16.             | "I Am the Weapon"                | 6:43    |  |
| 17.             | "Please Stay"                    | 2:19    |  |
| 18.             | "The Gift of Anger"              | 2:47    |  |
| 19.             | "Time Is Up, Danny"              | 2:03    |  |
| 20.             | "Our Future"                     | 2:04    |  |
| 21.             | "New Duty"                       | 2:10    |  |
| 22.             | "Brother vs. Brother"            | 3:44    |  |
| 23.             | "New Family"                     | 1:18    |  |
| 24.             | "Abandoned Academy"              | 1:36    |  |
| 25.             | "The Battle is Won"              | 7:36    |  |
| 26.             | "Things Changed"                 | 2:57    |  |

### Conexões com o Universo Cinematográfico Marvel
Sobre trabalhar em torno de outra série da Marvel/Netflix, Buck descreveu "uma boa quantidade de liberdade", mas "por estarmos caminhando para The Defenders, temos que deixar nossa série em um lugar muito específico com nosso personagem, porque nós plantamos sementes e histórias que irão se concretizar em The Defenders. Tem que haver muita cooperação entre todos os diferentes showrunners das "séries" para esse aspecto. "Mas além disso," continuou ele, "trabalhamos distintamente por conta própria."
A temporada faz referências ao Hulk, Stark Industries, Jessica Jones, Demolidor, Luke Cage e Prisão Seagate, e menciona a gangue de motoqueiros Dogs of Hell, o editor-chefe Mitchell Ellison e a repórter Karen Page do New York Bulletin, Roxxon Corporation e Midland Circle. A temporada também faz referências aos eventos de The Avengers. Os eventos da segunda temporada de Daredevil, como o ataque do Tentáculo ao Metro General Hospital, são notados durante toda a temporada, e a instalação de drenagem de sangue do Tentáculo daquela temporada também é vista.

## Lançamento
A primeira temporada de Iron Fist foi lançada em 17 de março de 2017, no serviço de streaming Netflix em todo o mundo, em Ultra HD 4K e HDR.

### Marketing
Em outubro de 2016, Buck e o elenco principal da temporada promoveram a temporada na New York Comic-Con, lançando cenas exclusivas da temporada e o primeira exibição do primeiro trailer. No início de fevereiro de 2017, o trailer oficial da temporada foi lançado. David Betancourt, reagindo ao trailer para o The Washington Post, comparou a história que se apresenta à de Batman Begins (2005) e questionou o fato de que o traje dos quadrinhos do Punho de Ferro não foi mostrado. Em 15 de março de 2017, a temporada estreou no Tribeca Performing Arts Center, em Nova York.

## Recepção

### Audiência
A Netflix não revela números de audiência de assinantes, mas a Parrot Analytics determinou que a temporada gerou mais de 63 milhões de "expressões de demanda" em seu pico, atrás apenas dos 69 milhões de Luke Cage em termos de todas as séries da Marvel/Netflix, com Parrot calculando expressões "avaliando streaming de vídeo, compartilhamento P2P, bate-papo social e muito mais."  7Park Data, que mede o número de transmissões em serviços de vídeo por assinatura, determinou que Iron Fist seria a estréia mais assistida pela Netflix em 2017 com 54,7 % dos fluxos de Iron Fist em 17 de março de 2017 sendo de três episódios ou mais. A pontuação média foi de 46,9%. 7Park Data também determinou que Iron Fist foi responsável por 14,6% de todos os fluxos da Netflix em sua data de estreia, o maior percentual de qualquer estreia da série medido pela empresa, incluindo estreias da anteriores da Marvel/Netflix.
Parrot revelou mais tarde que a demanda para Iron Fist, uma semana depois do lançamento, caiu pela metade. Esta foi a maior queda na retenção de uma série da Marvel/Netflix, indicando "que as pessoas começaram a assistir a série nos primeiros dias e depois não voltaram para terminar a temporada no próximo fim de semana." A empresa de análise de marketing Jumpshot determinou que a temporada foi a terceira temporada mais assistida da Netflix nos primeiros 30 dias após sua estreia, conquistando 28% dos telespectadores que a segunda temporada de Daredevil recebeu, que foi considerada pela empresa a mais assistida. O Jumpshot, que "analisa dados de fluxo de cliques de um painel on-line de mais de 100 milhões de consumidores", analisou o comportamento de exibição e a atividade dos membros da empresa nos EUA, fatorando no número relativo de espectadores norte-americanos que assistiram a pelo menos um episódio da temporada.

### Recepção da crítica
O site agregador de críticas Rotten Tomatoes relatou um índice de aprovação de 19% com uma nota média de 4.2/10 com base em 72 análises. O consenso crítico do site diz: "Apesar de alguns momentos promissores, Iron Fist é sobrecarregada por uma ausência de momentum e originalidade." Metacritic, que usa um média ponderada, atribuiu uma pontuação de 37 em 100 com base em comentários de 21 críticos, indicando "geralmente avaliações desfavoráveis".
Revisando os seis primeiros episódios da temporada, Daniel Fienberg do The Hollywood Reporter considerou Iron Fist o "primeiro grande passo em falso" para a Marvel e a Netflix, sem a "autenticidade no nível da rua" que as séries anteriores tiveram. Fienberg achou que Jones não foi capaz de elevar o material, passando a ser "um menino de fraternidade mimado". Ele disse que a temporada carecia de arquétipos de personagem básicos, como "um adversário digno do nosso herói", alívio cômico ou uma "voz de autoridade sábia." Maureen Ryan da Variety fez uma crítica negativa para os dois primeiros episódios, chamando os episódios de "ferozmente entediantes" e "inessenciais". Depois de criticar o ritmo, a ação, a caracterização geral, o design de produção, a cinematografia e os diálogos, Ryan sugeriu que Henwick deveria ter sido a estrela da temporada em vez de Jones.
Rob Sheffield da Rolling Stone criticou a atuação de Jones, chamando-a de "totalmente desprovida de carisma, mais filhote do que lobo solitário". Ele também sentiu que o personagem estava faltando humor e turbulência interna." Allison Keene do Collider premiou a temporada com 3 estrelas vendo os primeiros seis episódios. Ela disse que a temporada teve um bom elenco e uma ótima história de origem, mas teve um "ritmo glacial" e edição instável. Ela achou Jones encantador, mas concordou com Fienberg que a temporada estava faltando um vilão. Em sua resenha para o Screen Crush, Kevin Fitzpatrick declarou: "Iron Fist precisava ser muito mais esquisita do que realmente é, semelhante a como Doutor Estranho (2016) essencialmente recontou a história de Homem de Ferro (2008) com recursos visuais e personagens de apoio excêntricos suficientes para revelar quaisquer deficiências. Iron Fist começa a mostrar sinais de vida em seu sexto episódio ... mas o esforço em chegar lá é uma pergunta muito grande, especialmente quando a grande maioria dos personagens principais [são tão] subdesenvolvidos." Fitzpatrick sentiu que Colleen Wing foi a melhor dos personagens e elogiou a atuação de Henwick.
Alan Sepinwall do Uproxx sentiu dos seis primeiros episódios, "É facilmente a pior das séries da Netflix e Marvel", criticando o ritmo e o "miscasting" de Jones. Ele foi mais positivo sobre os papéis de Moss e Dawson. Sepinwall concluiu, "o maior problema com a nova séie é que ninguém envolvido parece ter qualquer tipo de exame do material. Eles estão apenas fazendo uma adaptação na maior parte fiél, mas livre de personalidade, porque alguém na Marvel decidiu, há quatro anos, que Danny tinha que estar [em The Defenders, e como resultado,] nós temos uma série que é tão sem vida que eu não tenho interesse em terminar a temporada." Dan Jolin também deu 3 estrelas de 5 em sua resenha para Empire. Ele sentiu que foi benéfico Iron Fist ter sido lançada após Doutor Estranho ter introduzido ao MCU "toda a sua bagagem mística oriental", e chamou Iron Fist "uma presença fresca" em comparação com o "heroísmo melancólico e conflituoso" dos outros Defensores. Jolin criticou que Buck não tinha "nenhum senso de conexão com o assunto", como showrunners de séries anteriores da Marvel/Netflix tinha, e sentiu que a série não foi boa até o sexto episódio "que você realmente sente as origens das artes marciais" graças ao diretor episódico RZA que "finalmente dá a série um bom senso de talento ... É o suficiente para fazer você desejar que eles o tenham transformado no showrunner". Jolin concluiu: "Iron Fist dá um sabor fantástico ao recanto dos Defensores do MCU, mas precisa de um toque de kung-fu mais adequado do que o que o roteirista Buck permite."
Respondendo as críticas negativas, Jones disse que "essas séries não são feitas para os críticos, são primeiramente e acima de tudo feitas para os fãs ... quando os fãs do mundo Marvel/Netflix e os fãs dos quadrinhos virem a série apenas querendo aproveitar uma série de super-herói, eles vão se agradar muito."

### Prêmios
A temporada foi indicada para Best New Media Superhero Series no Prêmio Saturno de 2018, mas perdeu para The Punisher, da própria Marvel.